# Кварта (одиниця об'єму)

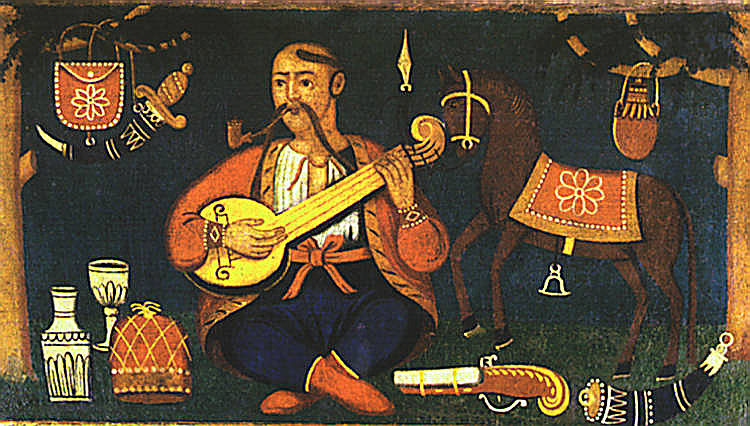
Кварта на картині «Козак Мамай»

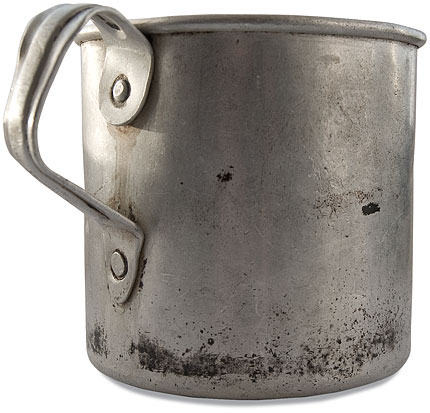
Кварта. 1930-ті рр.

Ква́рта (від лат. quarta (pars) — «чверть, четверта частина») — одиниця об'єму (місткості) в країнах Західного світу.

## Опис
В Україні раннього нового часу «квартою» називали металевий кухоль або десяту частину відра (дещо більше за літр).
1 кварта = 1/4 галона або 2 пінтам. Американська кварта для рідин = 0,9463 дм3, для сипучих речовин = 1,1012 дм3. Англійська імперська кварта = 1,1365 дм3. Колишня російська міра рідин — кружка — також іноді називалася кварта; у Польщі кварта = 1 літр.